# Guido et Ginevra

Guido et Ginevra, ou la Peste de Florence est un grand opéra en cinq actes et sept tableaux composé par Fromental Halévy sur un livret d'Eugène Scribe. La première eut lieu sur le théâtre de l'Académie royale de musique le 5 mars 1838.

## Histoire des représentations
L'opéra Guido et Ginevra n'obtint qu'un succès modéré et fut loin d'être aussi applaudi que son grand opéra précédent, La Juive (1835), et son opéra suivant, La Reine de Chypre (1841). Après la première, il fut toutefois joué dans toutes les grandes maisons d'Europe. Pour sa reprise à Paris en 1840, il fut réduit à quatre actes et sept tableaux. C'est sous cette forme qu'il fut repris en 1870. En 2009, on ne connaissait pas de productions récentes.
L'opéra contient des touches d'orchestration novatrice : on entend un mélophone à l'acte II, et la scène de la tombe de Ginevra est colorée de bois et de cuivres sombres qui font entendre des accords de septième diminuée à effet dramatique.

## Rôles
| Rôle                                              | Voix          | Distribution à la première, le 5 mars 1838 |
| ------------------------------------------------- | ------------- | ------------------------------------------ |
| Cosme de Médicis                                  | basse         | Nicolas-Prosper Levasseur                  |
| Manfredi, duc de Ferrare                          | basse         | Nicolas Prosper Dérivis                    |
| Guido, jeune sculpteur                            | ténor         | Gilbert Duprez                             |
| Fortebraccio, condottiere                         | ténor         | Eugène Massol                              |
| Lorenzo, intendant de Médicis                     | basse         | Molinier (en)                              |
| Téobaldo, sacristain de la cathédrale de Florence | basse         | Ferdinand Prévost                          |
| Ginevra, fille de Médicis                         | soprano       | Julie Dorus-Gras                           |
| Ricciarda, chanteuse                              | mezzo-soprano | Rosine Stoltz                              |
| Léonore, femme de la suite de Ginevra             | soprano       | Mme Morin                                  |
| Antonietta, jeune paysanne                        | soprano       | Maria Flécheux                             |

## Argument
Scribe puisa les éléments de l'intrigue dans L'Histoire de Florence rédigée par Delécluze. L'action se passe en Toscane, en 1552.

### Acte I
La cour des Médicis
Ginevra doit épouser le duc de Ferrare.

### Acte II
Pendant la cérémonie, un voile empoisonné qui lui a été donné la fait s'évanouir dans une transe semblable à la mort ; le sculpteur Guido la pleure. On suppose qu'elle a la peste.

### Acte III
La cave des Médicis
Enterrée dans la cave des Médicis, Ginevra se réveille.

### Acte IV
Guido lui offre un abri.

### Acte V
Le village de Camaldoli
Ginevra retrouve son père qui accepte qu'elle épouse Guido. L'opéra se termine par une procession d'action de grâces.